# د. ك. هولم
د. ك. هولم (بالإنجليزية: D. K. Holm)‏ هو صحفي وكاتب وناقد سينمائي أمريكي، ولد في 11 فبراير 1953 في بورتلاند في الولايات المتحدة.

## وصلات خارجية
- د. ك. هولم على موقع IMDb (الإنجليزية)
- د. ك. هولم على موقع روتن توميتوز (الإنجليزية)